# Gerygone modesta
Gerygone modesta là một loài chim trong họ Acanthizidae.